# 张德霖
张德霖，男，汉族，1958年12月生，山东荣成人，经济学博士，副研究员。

## 生平
1982年12月加入中国共产党。曾任国土资源部副部长、党组成员，国家土地副总督察（兼职），国土资源部直属机关党委书记。2018年1月，当选第十三届全国政协委员。

## 履历
- 1975年7月至1976年5月在山东省日照县岚山联中任教。

- 1976年5月至1976年10月在山东省荣成县石岛镇张家村务农。

- 1976年10月至1980年8月在山东省荣成县渔船修造厂工作。

- 1980年8月至1984年8月在山东大学经济系经济管理专业学习。

- 1984年8月至1987年8月在中国社会科学院研究生院经济系学习（硕士研究生）。

- 1987年8月至1992年6月历任中国社会科学院经济研究所干部、助理研究员、副处长（1988年9月至1991年7月在中国社会科学院研究生院经济系政治经济学专业读博士研究生）。

- 1992年6月至1994年5月任国务院经贸办政策法规司政策处副处级干部、副处长。

- 1994年5月至2003年5月历任国家经贸委经济法规司市场法规处处长、经济法规司副司长、办公厅副主任、经济法规司司长。

- 2003年5月至2010年4月历任国务院国有资产监督管理委员会政策法规局局长、办公厅（党委办公室）主任。

- 2010年4月至2012年2月任国务院国有重点大型企业监事会主席（副部长级）。

- 2012年2月至2015年2月任国土资源部党组成员、国家土地副总督察（专职）。

- 2015年2月至2015年4月任国土资源部副部长、党组成员，国家土地副总督察（专职）。

- 2015年4月至2015年7月任国土资源部副部长、党组成员，国家土地副总督察（专职），国土资源部直属机关党委书记。

- 2015年7月至2018年3月任国土资源部副部长、党组成员，国家土地副总督察（兼职），国土资源部直属机关党委书记。

- 2018年3月至2019年2月任自然资源部党组成员。